# Bahram di Delhi
Muizz-ud-din Bahram (Delhi, 9 luglio 1212 – 15 maggio 1242) fu il sesto sultano di Delhi e regnò dal 1240 al 1242.
Figlio di Iltutmish, salì al trono alla morte di sua sorella Radiya, ma contrariamente a lei si dimostrò poco capace. Nel 1241 i mongoli invasero il sultanato di Delhi, occuparono il Punjab e fecero di Lahore la loro base operativa. Stanchi dell'inettitudine di Bahram, i "Quaranta", generali e veri padroni del sultanato, lo uccisero sostituendolo con Ala-ud-din Masud, figlio di suo fratello Rukn-ud-din I di Delhi.